# AC Vantaan Allianssi
AC Vantaan Allianssi (svenska: "AC Vanda-alliansen") eller kort AC Allianssi, var en fotbollsklubb från Vanda i Nyland mellan åren 2002-2006. Till följd av Atlantis FC:s ekonomiska bekymmer bildades en ny förening, Allianssi, som övertog Atlantis spelare och plats i Tipsligan. Den nya föreningen hade sin verksamhet i Vanda, till skillnad från Atlantis som fortsatte sin verksamhet i Helsingfors. Säsongen 2005 blev klubbens sista då den på grund av ekonomiska svårigheter och en ökänd vadslagningsskandal gav upp sin ligaplats och avslutade sin verksamhet. Representationslaget spelade sina hemmamatcher på Pohjola Stadion i stadsdelen Myrbacka.
Som klubbens största meriter återfinns en förstaplats i finska Ligacupen år 2004 och 2005, samt en andraplats i Tipsligan 2004.
Ett nytt lag vid namn Allianssi Vantaa spelar nuförtiden i finska division 3. Klubben har lånat både AC Allianssis färger (blå och orange) och identitet av den före detta klubben med nästan identiskt namn.

### Fotnoter
1. ↑  [https://web.archive.org/web/20071118155215/http://www.bookmakersreview.com/c/News/22-07-2005_Finnish_police_to_investigate_fixed_match/ Finnish police to investigate fixed match